# Gästehaus des Bentzelschen Hofs

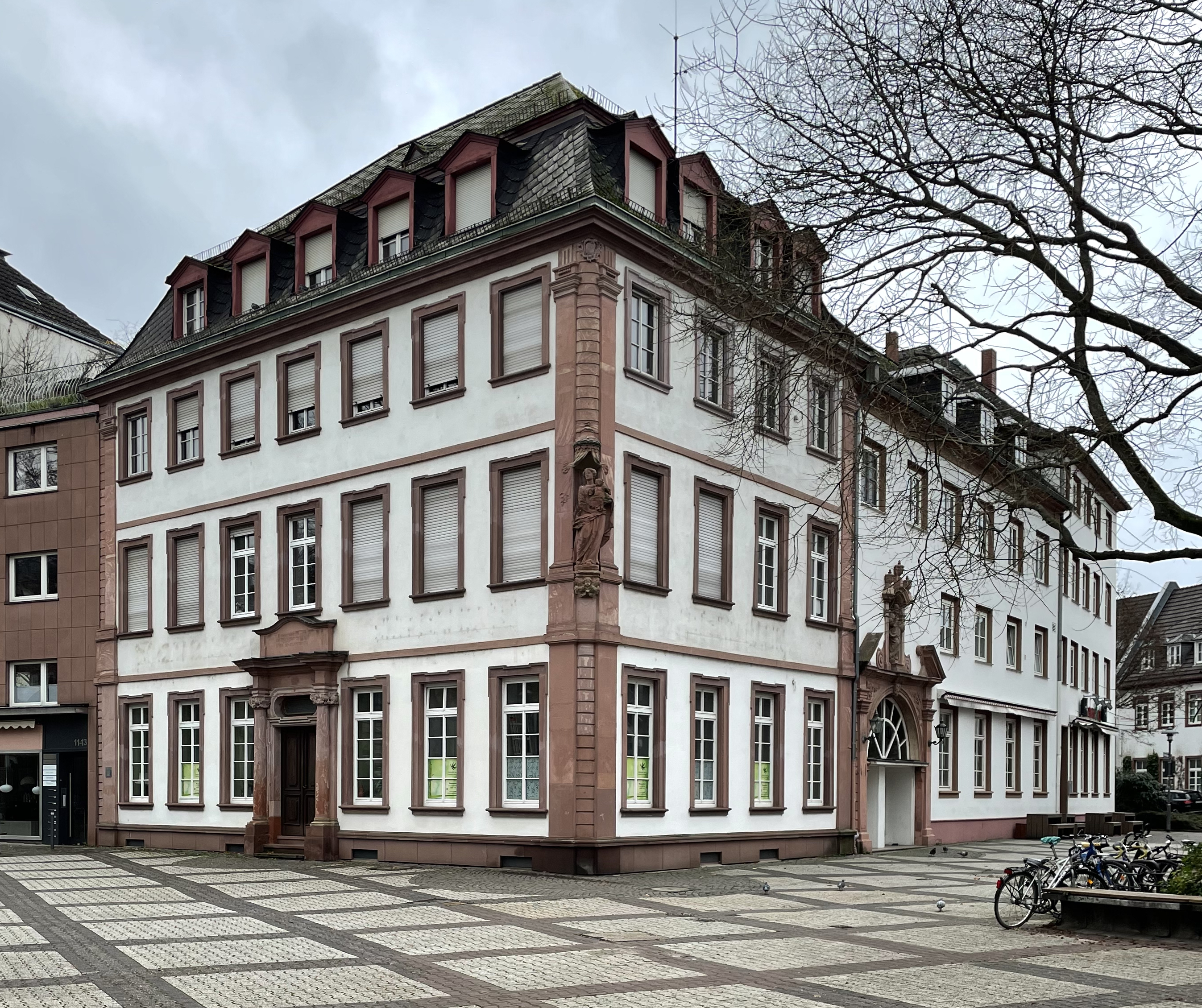
Gästehaus des Bentzelschen Hofs (2023)

Das Gästehaus des Bentzelschen Hofs, errichtet auf dem Anwesen Haus zum Vogelgesang ist ein Barock-Gebäude in der Christofsstraße 13 am Karmeliterplatz in Mainz.

## Der Bau
Das im Zweiten Weltkrieg 1942 völlig zerstörte und von 1967 bis 1970 wieder errichtete Barock-Gebäude stammt ursprünglich aus dem Jahre 1741.
Ein Vorgängerbau ist aus dem Jahre 1594 nachgewiesen. Diesen hatte der Hofkanzler Jakob Bentzel von Sternau aus dem Adelsgeschlecht der Bentzel zu Sternau und Hohenau als Gästehaus für den Bentzelschen Hof erbauen lassen.
Hier wohnte auch dessen Sohn Anselm Franz Freiherr von Bentzel, der in der Mainzer Stadtgeschichte als Kurator und Reorganisator der Universität Mainz nach der Aufhebung des Jesuitenordens hervortrat.

## Die Ausstattung
Eine Madonnenfigur schmückt die Hausecke zur Christofstraße hin. Die Inschrift über dem Eingang lautet: FRATERNA POSUIT CONCORDIA DIVINA SERVET PROVIDENTIA (Brüderliche Einigkeit hat es errichtet, göttliche Vorsehung möge es erhalten).
Koordinaten: 50° 0′ 8,54″ N, 8° 16′ 19,6″ O